# Juninho Petrolina
Pour les articles homonymes, voir Juninho (homonymie).
Hamilton Timbirá Dias dos Santos Júnior
Hamilton Timbirá Dias dos Santos Júnior, surnommé Juninho Petrolina, est un footballeur brésilien né le 4 décembre 1974 à Petrolina.
Il joue au poste de milieu de terrain.
Il a principalement évolué dans des clubs brésiliens ou portugais.